# Sebastian Buff

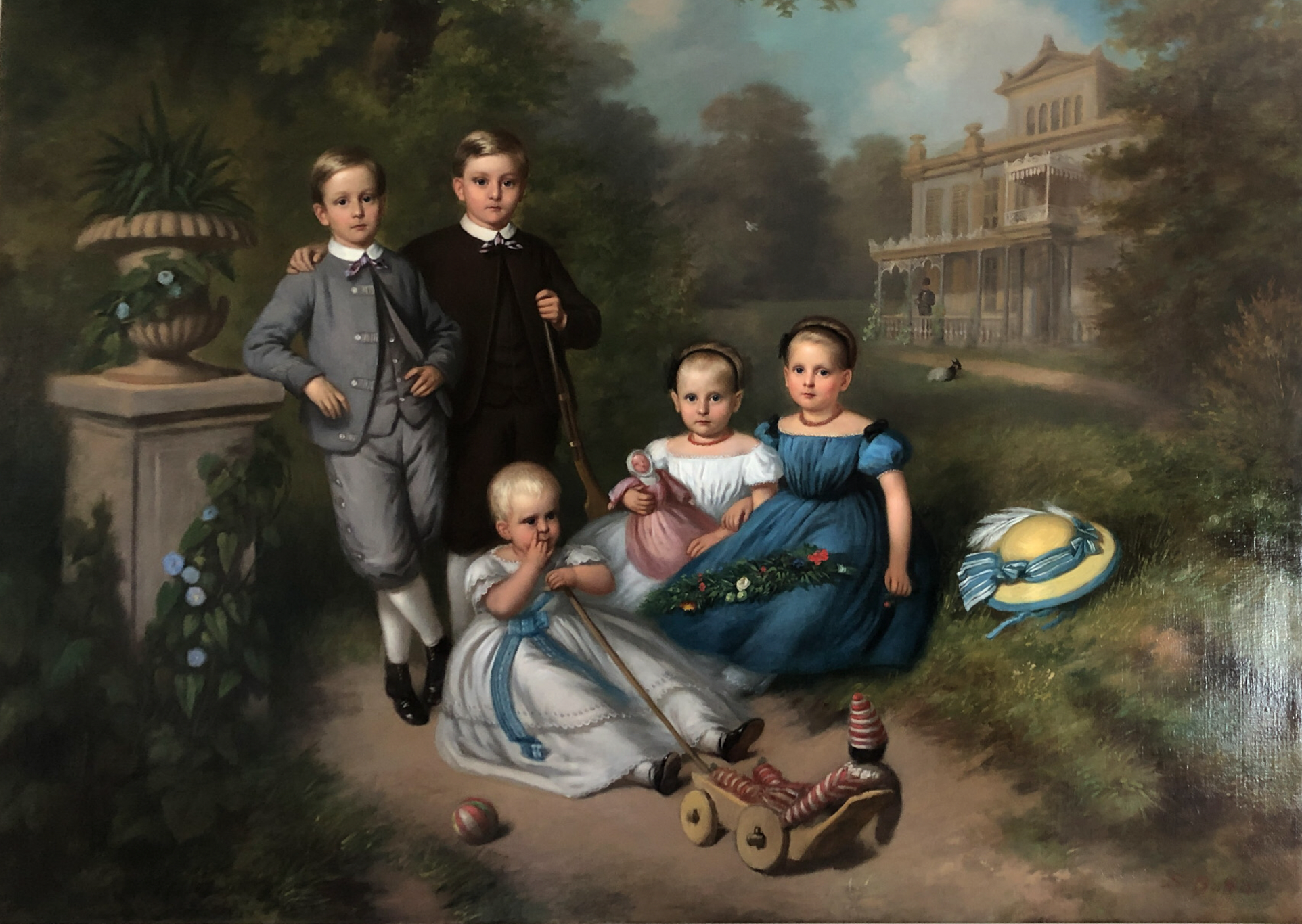
Ritratto dei figli della famiglia Van Scherpenberg a Driebergen, Paesi Bassi

Sebastian Buff (Wald, 1º febbraio 1829 – Herisau, 3 maggio 1880) è stato un pittore svizzero.

## Biografia
Figlio di Sebastian Buff, membro del Piccolo Consiglio e fabbricante, rimase celibe per tutta la vita. Nonostante le circostanze difficili, in virtù del mestiere del padre ricevette una buona educazione, e prese lezioni di pittura dal ritrattista Leonhard Tanner a San Gallo attorno al 1844-1847. Dopo la morte dei genitori dovuta al tifo, il 28 ottobre 1847 si trasferì a Monaco e frequentò dal 1847 al 1852 la scuola d'arte a grazie al finanziamento di un collega di affari del padre. Lì prese lezioni soprattutto da Johann Baptist Berdellé. Dopo un breve soggiorno da amici a Wildegg nell'autunno 1852, nel febbraio 1953 si stabilì a San Gallo e operò come ritrattista. Nell’estate del 1853 perfezionò la sua istruzione a Appenzello Interno per poi tornare a Monaco a novembre di quell’anno.
Nel 1855 fu attivo nell'Alta Baviera e a Monaco fino al 1856. Nel 1856 ritornò in Svizzera e dopo un breve soggiorno a Basilea nel 1857 si stabilì a San Gallo, dove lavorò soprattutto quale ritrattista e copista, dedicandosi pure alla pittura di genere. Partecipò regolarmente alle esposizioni d'arte svizzere tra il 1852 e il 1877, tra cui varie edizioni della Esposizione svizzera di belle arti e a una mostra a Zurigo nel 1856. Nel 1879 ritornò a Monaco.
Nel 1862 compì un viaggio di studi ad Amsterdam e tra il 1873 e il 1874 ottenne incarichi quale copista di ritratti a Parigi e Dresda, e in quest'ultima città conobbe Ludwig Richter. Operò anche occasionalmente a Basilea tra il 1864 e il 1867. A marzo 1880, ormai malato, ritornò dalla sorella nei pressi di Herisau e lì morì il maggio dello stesso anno.

## Opere

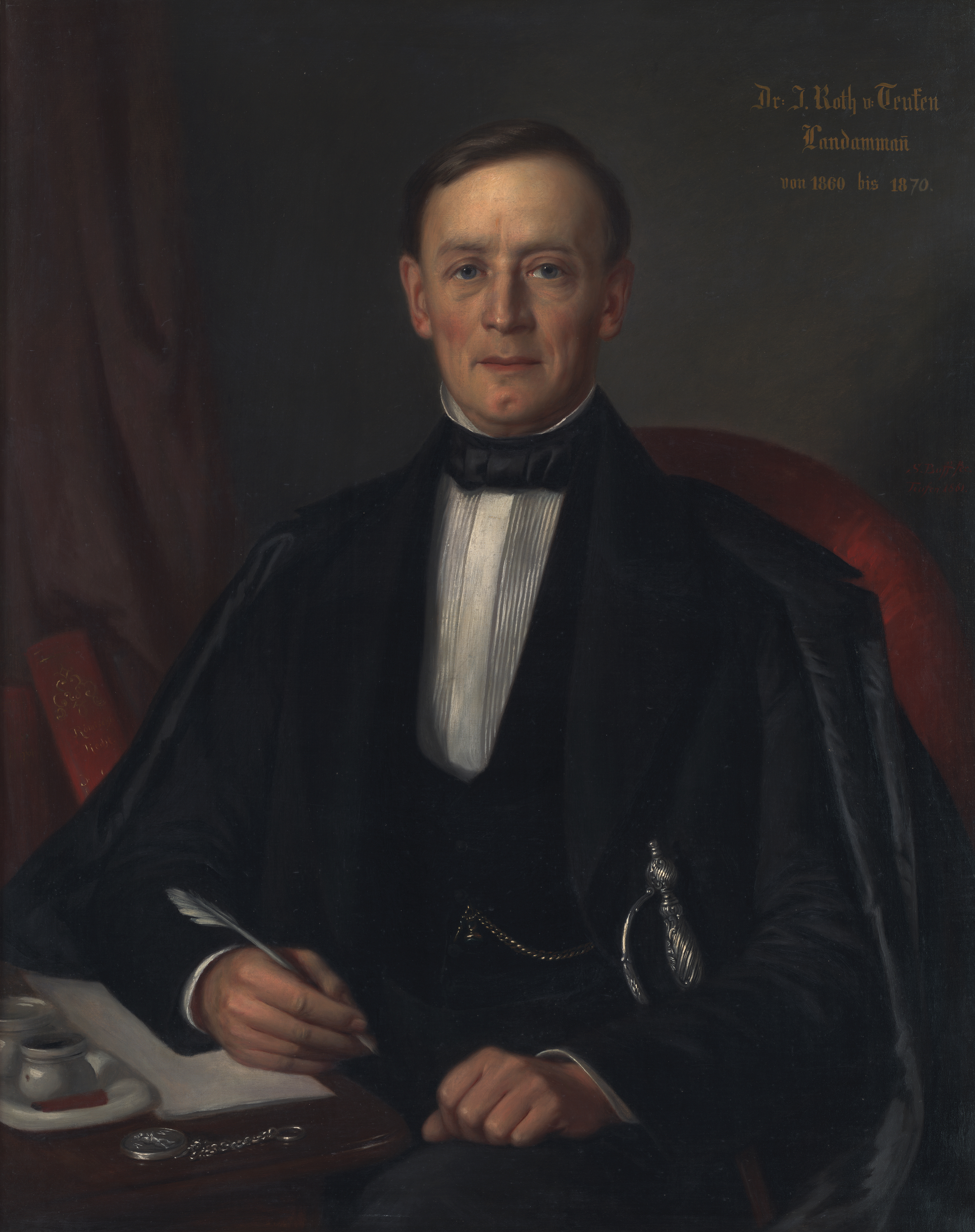
Ritratto di Johannes Roth Teufen, landamano di Appenzello Esterno

È noto per la sua attività di copista e ritrattista, e specialmente per i suoi ritratti ufficiali, come quelli dei landamani di Appenzello Esterno, esposti a suo tempo nelle camere del Gran Consiglio a Trogen e a Herisau e oggi presenti nella biblioteca cantonale. Produsse anche acquerelli e studi ad olio con scene di genere, interni, vedute di città e caricature.
Ai suoi tempi Sebastian Buff era considerato soprattutto un valente artigiano, le sue qualità artistiche emersero solo dai suoi lasciti. Fu un solerte collezionista di opere di altri pittori e compose abbozzi biografici dei pittori Leonhard Tanner e Gottlieb Bion rispettivamente nel 1875 e nel 1877. Le sue opere sono presenti nel Museo d'arte di San Gallo, che nel 1983 ha anche organizzato una mostra a lui dedicata.